# 漁山村
漁山村（いさりやまむら）は、島根県那賀郡にあった村。現在の浜田市の一部にあたる。

## 地理
- 河川：牛谷川[1]、鍋石川[2]
- 山岳：漁山[2]、米ケ辻山[3]

## 歴史
- 1889年（明治22年）4月1日、町村制の施行により、那賀郡鍋石村、櫟田原村、田橋村、横山村が合併して村制施行し、漁山村が発足[4][5]。
- 1935年（昭和10年）2月11日 - 那賀郡大内村と合併し美川村を新設して廃止された[4][5]。

### 地名の由来
村内最高峰の魚山から。